# Dobri Voinicov

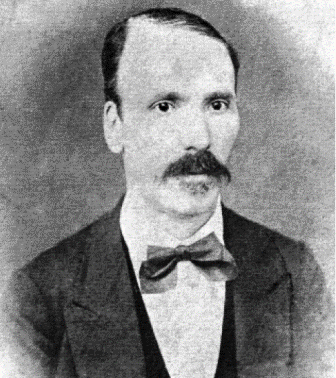
Dobri Voinicov (1833–1878)

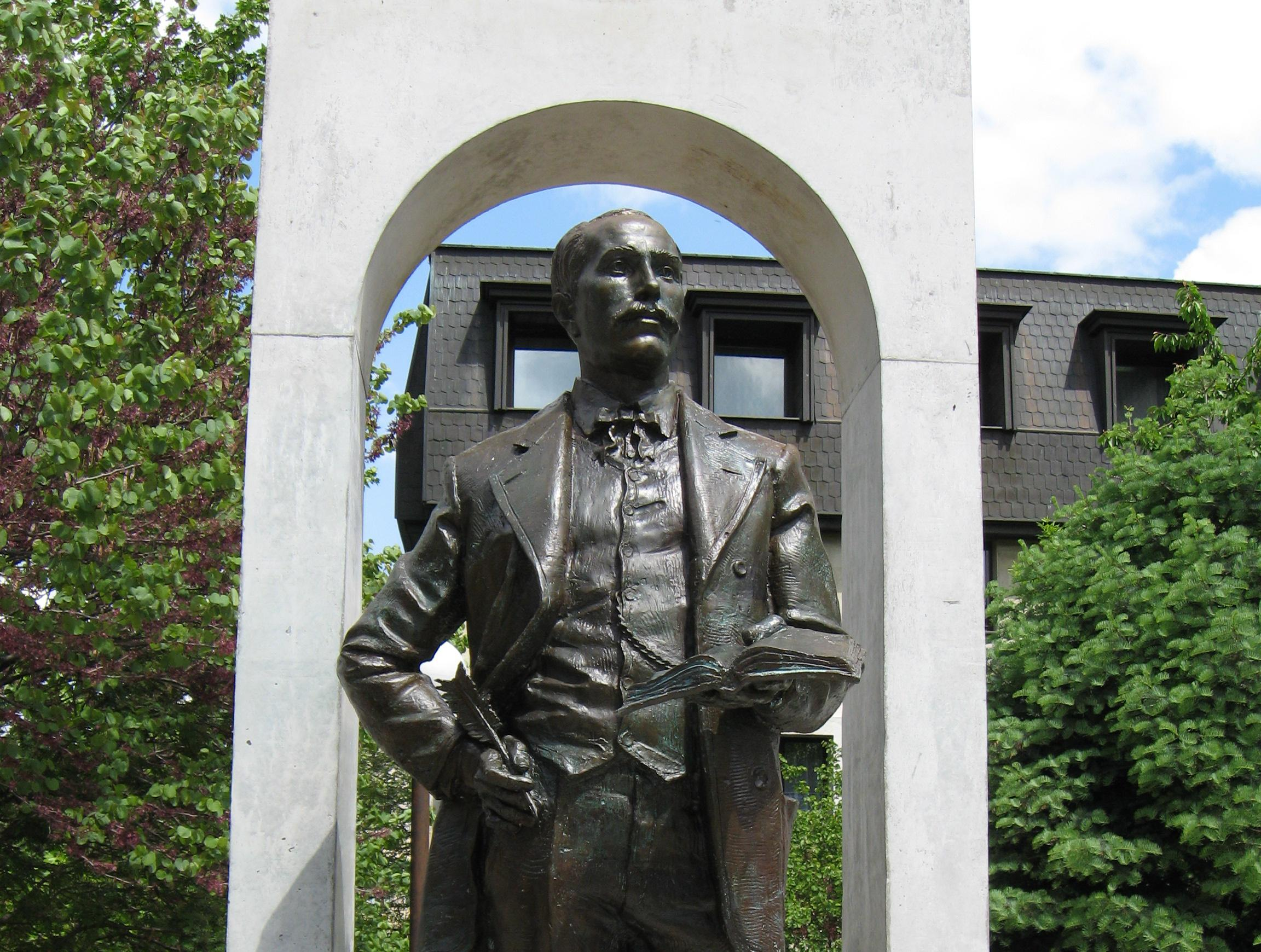
Monumentul lui Voinicov din Șumen

Dobri Popov Voinicov sau Voinikov (în bulgară Добри Попов Войников; n. 22 noiembrie 1833, Șumen, Eyaletul Silistra, Imperiul Otoman – d. 27 martie 1878, Veliko Tărnovo, Principatul Bulgariei) a fost un profesor bulgar, dramaturg și jurnalist din perioada Renașterii Naționale Bulgare (Българско национално възраждане). Este considerat tatăl teatrului bulgar modern și primul producător de teatru bulgar. Voinicov s-a numărat printre fondatorii Academiei Bulgare de Științe (în 1869, la Brăila).

## Biografie și carieră
Voinicov s-a născut în orașul Șumnu, Imperiul Otoman (acum Șumen, Bulgaria) în 1833, în familia preotului Vasil Voinicov. La început a studiat în orașul său natal cu Sava Filaretov, Ivan Bogorov și Sava Dobroplodni. A studiat vioara cu emigrantul maghiar Mihai Șafran (în maghiară Sáfrány Mihály). A cântat la flaut, chitară și puțin la pian. Din 1851 a participat ca violonist la prima orchestră bulgară, fondată de Mihai Șafran.
A absolvit Colegiul francez Saint Benoit din Constantinopol (1856 - 1858) (acum Liceul Galatasaray din Istanbul) și în 1858 a lucrat ca profesor la Șumen, unde a rămas până în 1864. Aici, el a fost un personaj public activ și a participat activ la lupta bisericii bulgare și la stabilirea învățământului laic bulgar. În această perioadă, este autorul manualelor de istorie a Bulgariei, gramatică și literatură bulgară, iar în 1859 a format un cor studențesc, care a interpretat cântece seculare și spirituale. A creat și a dirijat o orchestră formată din 14 - 15 studenți și a predat lecții private de vioară, flaut și chitară. După ce Mihai Șafran a părăsit Șumnu în 1861, Voinicov a preluat conducerea orchestrei. 

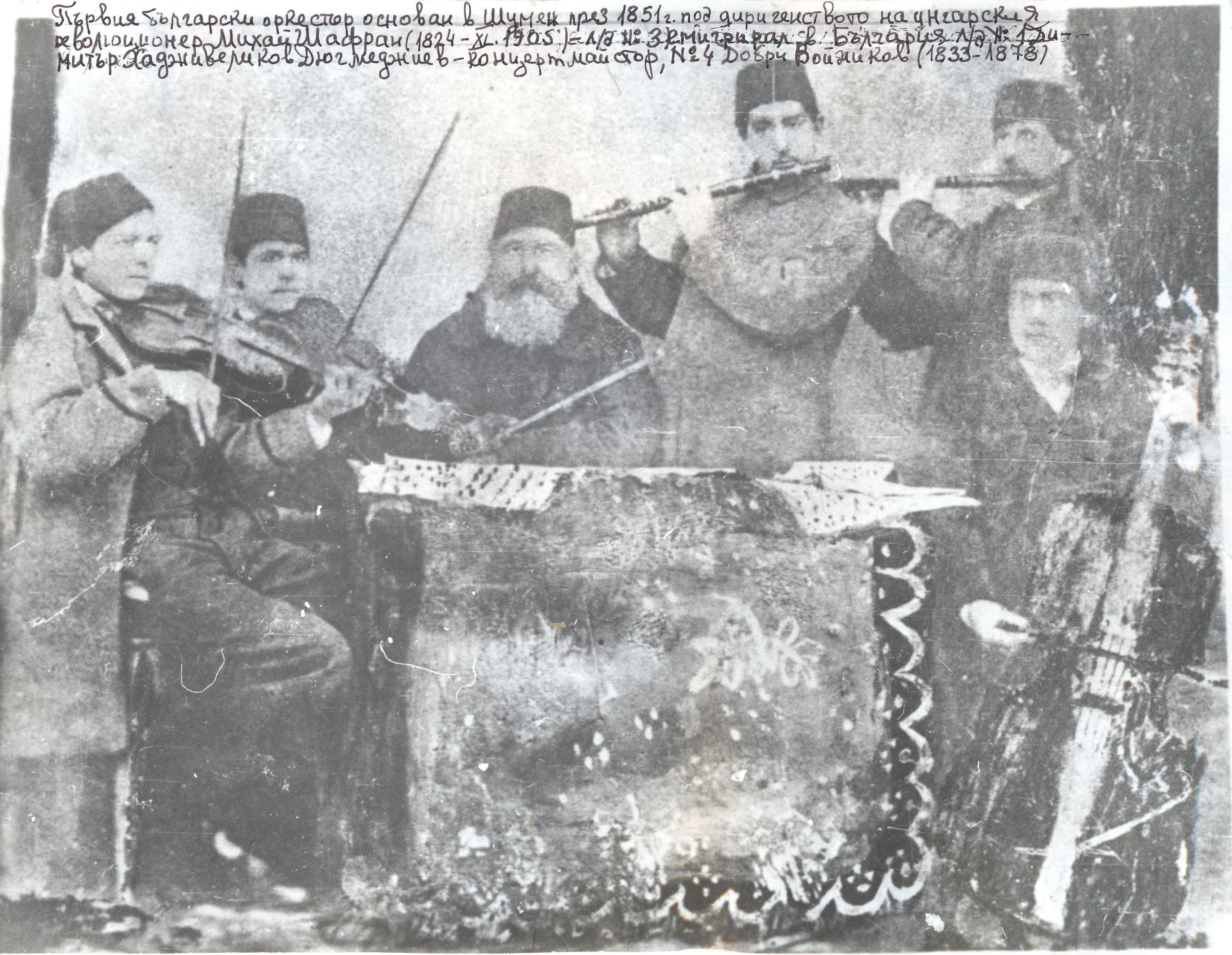
Prima orchestră bulgară, din 1851, cu Dobri Voinicov la flaut

În 1864, a fost nevoit să emigreze în Principatele Române autonome, unde s-a stabilit mai întâi la Brăila și apoi s-a mutat la Giurgiu în 1873. În 1866, a fost, pentru o perioadă, parte a Comitetului Secret Central Bulgar. A scris broșuri în limba franceză, prin care a dezvăluit atrocitățile comise de autoritățile otomane în țările bulgare și a prezentat obiectivele mișcării revoluționare bulgare. În calitate de emigrat în România, Voinicov s-a implicat activ în teatru: a înființat o companie de teatru de amatori în limba bulgară la Brăila în 1865 și a condus-o până în 1870. Pentru prima dată în istoria teatrului bulgar, femeile au luat parte în distribuție ca actrițe. Și-a continuat implicarea în teatru la Giurgiu, București, Alexandria, Turnu Măgurele și Șumen.
În 1869, la Brăila, Voinicov a fost membru fondator al Academiei Bulgare de Științe (Болгарская академия наук, atunci denumită Societatea Literară Bulgară - Болгарское литературное общество), al cărei prim președinte a fost Marin Drinov. La scurt timp după declararea independenței Bulgariei în 1878, societatea s-a mutat în Sofia.
Voinicov a scris mai multe piese, atât drame, cât și comedii: Prințesa Raina (1866), Voevodul Stoian, Botezul Curții Preslav (1868), Velislava, prințesa bulgară (1870), Domnia lui Krum Strașni (1871), celebra Civilizația rău înțeleasă (Криворазбраната цивилизация, 1871), Măcelarul (1881), Doctorul captiv (1884) și nepublicata Dimanka sau Prima dragoste adevărată. Piesele sale de teatru constituie repertoriul principal al teatrului național din perioada Renașterii Naționale Bulgare și stabilesc unele tendințe care au fost continuate de generațiile următoare de dramaturgi, precum Vasil Drumev și Ivan Vazov.
Civilizația rău înțeleasă (Криворазбраната цивилизация) este o piesă de teatru satirică în cinci acte care a fost publicată în 1871 la București. Într-o manieră comică cu motive folclorice, piesa ridiculizează modul în care valurile străine ale modei sunt percepute ca o evoluție a progresului uman. Aceasta este cea mai populară și cel mai adesea pusă în scenă piesă a sa, o operă fundamentală în arta dramatică bulgară modernă.  Problemele discutate în ea au entuziasmat majoritatea figurilor Renașterii Naționale. Datorită actualității temei sale, Civilizația rău înțeleasă este jucată pe scenele teatrelor din Bulgaria până în prezent, la mai bine de o sută de ani de la prima publicare.
Teatrul lui Voinicov a fost frecventat nu doar de bulgarii care îl considerau o reconstituire a trecutului lor dar și de germani, englezi sau români. Chiar și Domnitorul Carol I al României a asistat la prezentarea piesei Prințesa Raina și impresionat de interpretarea actorilor a ținut să-l felicite personal pe Voinicov. Comedia Civilizația rău înțeleasă a fost imediat tradusă în limba română și în limba cehă și a fost jucată cu succes la teatrul din Praga.
Dobri Voinicov a fost redactorul-șef al ziarului Dunavska zora (Aurora Dunării) care a apărut la București în 1867.
La începutul anilor 1870, cu ajutorul unui grup de dreapta, a obținut cetățenia rusă; astfel, Voinicov a reușit să se întoarcă în Bulgaria în 1874. În timpul războiului ruso-turc din 1877–1878, el a fost directorul unui orfelinat din Tărnovo, unde a murit de tifos.

## Lucrări scrise
- „Кратка българска история“. „O scurtă istorie a Bulgariei”. Viena, 1861
- „Кратка българска граматика с упражнения“. „Scurtă gramatică bulgară cu exerciții”. Braila, 1864
- „Българска граматика за първоначални ученици“. „Gramatică bulgară pentru elevi”. Viena, 1869
- „Песни любавни, хороводни, сватбенски и смешни“ „Cântece de dragoste, dans, nuntă și comice” (Brăila, 1868)
- „Сборник от разни съчинения. Изчерпени из французката литература и преведени с прибавления на няколко български съчинения за пример на младити, что ся занимават с писменост“ „O colecție de diverse lucrări...“ (Constantinopol-Galata, 1860)
- „Ръководство за словесност с примери за упражнение в разни видове съчинения на ученици в народните ни мъжки и женски училища“. „Un ghid pentru literatură cu exemple de exerciții...”. Viena, 1874

### Piese istorice
- „Райна княгиня“ Prințesa Raina
- „Покръщение на Преславски двор“ Botezul Curții Preslav (1868)
- „Велислава, българска княгиня“ Velislava, prințesa bulgară (1870)
- „Възцаряването на Крума Страшний“  Domnia lui Krum Strașni (1871)

### Piese de comedie
- „Криворазбраната цивилизация“ Civilizația rău înțeleasă (1871)
- „Чорбаджията“ Măcelarul (1881)
- „По неволя доктор“ Doctorul captiv (1862)
- „Поевропейчването на един турчин“ Europeanizarea unui turc.

### Piese dramatice
- Диманка или вярна пръвнинска любов (manuscris – 1876) Dimanka sau Prima dragoste adevărată.